# Allocosa thieli
Allocosa thieli là một loài nhện trong họ wolfspinnen (Lycosidae).
Loài này thuộc chi Allocosa. Allocosa thieli được Maria Dahl miêu tả năm 1908.